# Mouwband Afrika
De Ärmelband Afrika was een actie- en dapperheidsonderscheiding van de Duitse Wehrmacht in de Tweede Wereldoorlog. Het werd geïntroduceerd door Hitler op 15 januari 1943.
De mouwband mag niet verward worden met de Afrika Korps-band, die uitgereikt werd aan alle leden van het Afrikakorps.

## Achtergrond
Tegen het einde van 1940 begonnen de Duitsers, in Libië, haastig met het vormen van het Deutsches Afrikakorps (Duitse Afrika Korps), vaak afgekort DAK, onder bevel van toenmalige Generalmajor (en later Generalfeldmarschall), Erwin Rommel. Het DAK werd opgericht als een expeditieleger  om de geallieerde Italianen te ondersteunen in hun desastreuze Noord-Afrikaanse Veldtocht. De eerste eenheden van het DAK arriveerden in Tripoli in februari 1941. Onder leiding van Rommel konden het DAK en de Italianen het Britse leger terugduwen. Doordat het Oberkommando der Wehrmacht of OKW voornamelijk bezig was met de invasieplannen en veldslagen in Rusland en door het ontbreken van voldoende middelen en versterkingen, werd het DAK uiteindelijk door de Britten verslagen in mei 1943.

## Criteria
De voorwaarde voor de verschillende eenheden waren voor:
- Heer:
  - Zes maanden dienst gedaan hebben op Afrikaanse bodem
  - Gewond geweest zijn tijdens de campagne
  - Gesneuveld zijn tijdens de dienst op Afrikaanse bodem (onderscheiding werd dan postuum uitgereikt)
  - Ziek geworden zijn na drie maanden dienst in Noord-Afrika en het moest nodig zijn om de soldaat te evacueren naar een ziekenhuis.
- Kriegsmarine:hier gelden dezelfde voorwaarden als voor het Heer.
  - Zes maanden dienst gedaan hebben op zee vanuit een Afrikaanse basis
- Luftwaffe:Voor de luchtmacht dezelfde regels als bij de marine

1e wijziging van de toekenningsbepalingen op 20 mei 1943 voor het leger en op 1 juli 1943 voor de luchtmacht. Leden van Army Group Africa, die eervol deelnamen aan de laatste veldslagen op Afrikaanse bodem op 6 mei 1943, konden het manchet Afrika worden toegekend na vier maanden gebruik in Afrika.
2e Wijziging van de ceremonie bepalingen op 14 december 1943. De Ärmelband Afrika kon nu worden toegekend, ongeacht de bedrijfstijd, aan Laureaten die in de gevechten in Afrika een andere Duitse onderscheiding  (IJzeren Kruis, Duitse Kruis in Goud, vermelden in de erelijst, etc.) had verworven.
Na 6 mei 1943 werd de diensttijd voor het behalen terug gebracht van zes naar vier maanden.

## Beschrijving
De mouwband (ongeveer 450 mm bij 34 mm) was gemaakt van kamelenhaar. De belettering "AFRIKA" was gecentreerd en in zilvergrijs zijden borduurwerk gestikt. Naast de belettering staat aan beide kanten een palmboom in het zelfde stiksel als de belettering. Aan de boven- en onderkant van de band loopt een witte streep van ongeveer 3 mm breed. 

### Alternatieve
De Luftwaffe en de Kriegsmarine hadden hun eigen versie van de onderscheiding:
- Luftwaffe: was de kleur van de band lichtblauwe. Naargelang de rang varieerde het stiksel, voor:
  - Lagere rangen een zilvergrijs stiksel dat machinaal werd aangebracht.
  - Officieren was het met de hand gestikt in aluminiumdraad.
- Kriegsmarine: was de kleur van de band donkerblauw. Naargelang de rang varieerde het stiksel, voor:
  - Lagere rangen een goud-gele draad dat machinaal werd aangebracht.
  - Officieren was het met de hand gestikt in gouddraad.

De mouwband van Afrika werd op de linker onderarm boven de manchet gedragen. In geval van meerdere mouwbanden wordt de oudste band altijd boven aan gedragen. Bijvoorbeeld als de persoon ook reeds in Kreta gevochten heeft, wordt de Afrika band onder die van Kreta gedragen.